# Carex thouarsii
Carex thouarsii là một loài thực vật có hoa trong họ Cói. Loài này được Carmich. mô tả khoa học đầu tiên năm 1818.